# Seasons of My Soul
Seasons of My Soul är Rumers debutalbum som släpptes den 1 november 2010 av Atlantic Records.

## Låtlista
| Nr           | Titel           | Kompositör               | Längd |
| ------------ | --------------- | ------------------------ | ----- |
| 1.           | Am I Forgiven?  | Sarah Joyce, Steve Brown | 3:28  |
| 2.           | Come to Me High | Joyce                    | 2:49  |
| 3.           | Slow            | Joyce                    | 3:32  |
| 4.           | Take Me as I Am | Joyce                    | 3:45  |
| 5.           | Aretha          | Joyce, Brown             | 3:15  |
| 6.           | Saving Grace    | Joyce                    | 3:20  |
| 7.           | Thankful        | Joyce, Brown             | 3:36  |
| 8.           | Healer          | Greg Churchill, Joyce    | 3:14  |
| 9.           | Blackbird       | Joyce                    | 3:55  |
| 10.          | On My Way Home  | Joyce                    | 4:29  |
| 11.          | Goodbye Girl    | David Gates              | 3:31  |
| Total längd: | Total längd:    | Total längd:             | 38:54 |

| 12. | Vertigo         |                                            | 3:07 |
| 13. | It Might Be You | Alan Bergman, Dave Grusin, Marilyn Bergman | 3:25 |
| 14. | Slow            | Joyce                                      |      |
| 15. | Aretha          | Joyce, Brown                               |      |

| 12. | Alfie           | Burt Bacharach, Hal David | 2:52 |
| 13. | It Might Be You | Bergman, Grusin, Bergman  | 3:25 |